# Liste de locutions latines commençant par T

## T
Aller à l'index de locutions latines
Tabula rasa« Table rase. » Les Romains écrivaient sur une planchette recouverte de cire appelée "tabula" ; faire "tabula rasa" c'était araser la cire pour en effacer tous les écrits. Le philosophe John Locke compare l'esprit des jeunes enfants à une "tabula rasa" où tout est à écrire.
Talis qualis« Tel quel. »
Tarde venientibus ossa« Aux retardataires, il reste les os. » Métaphore pour dire qu'il ne faut pas s'engager trop tard dans une affaire.
Temet nosce« Connais-toi toi-même. » Traduction latine de la formule grecque γνῶθι σεαυτόν (gnôthi seautón). Une autre formule latine de même sens est Nosce te ipsum.
Tempora heroica« Temps héroïques. » Période de l'histoire de Grèce ancienne comprise entre les temps mythologiques de la Titanomachie et la période (relativement) historique de la Guerre de Troie.
Tempora mutantur et nos mutamur in illis« Les temps changent et nous aussi changeons avec eux. » La formule latine est un hexamètre.
Tempora si fuerint nubila, solus eris« Lorsque viendra l'orage, tu seras seul. » Ovide, Tristes, 1, 9, 5. La formule complète d'Ovide (un distique élégiaque) est la suivante : Donec eris felix, multos numerabis amicos ; tempora si fuerint nubila, solus eris. « Tant que tu seras heureux, tu compteras de nombreux amis ; mais que viennent les temps sombres, tu seras seul. »
Tempori servire« S'adapter, s'accommoder aux circonstances. »
Tempus edax, homo edacior« Le temps destructeur, l'homme plus destructeur encore. » Victor Hugo, Notre-Dame de Paris, III, 1. Hugo écrit : "Sur la face de Notre-Dame de Paris, de cette vieille reine des cathédrales, à côté d'une ride, on trouve toujours une cicatrice : Tempus edax, homo edacior ; ce que je traduirais volontiers ainsi : « Le temps est aveugle, l'homme est stupide. »"
Tempus edax rerum« Le temps détruit toute chose. » Ovide, Les Métamorphoses, 15, 234.
Tempus fugit« Le temps s'enfuit. » Virgile, Géorgiques, 3, 284. Formule inscrite fréquemment sur les cadrans solaires, les horloges et les cloches.
Tempus fugit, hora volant« Le temps s'enfuit, les heures s'envolent. » Formule latine imitée par Lamartine (Le Lac, vers 21-22) : "Ô temps ! suspends ton vol, et vous, heures propices ! suspendez votre cours."
Tempus rerum imperator« Le temps, maître de toute chose. »
Teneo lupum auribusLittéralement : « Je tiens le loup par les oreilles. » C'est-à-dire : « Je suis dans l'embarras. » Térence, Le Phormion 506. Voir ici le texte de Térence qui explicite l'expression. L'expression est inusitée en français ; l'expression française voisine : "tenir le taureau par les cornes" a un sens différent ("maîtriser la situation"). Peut-être à rapprocher de l'expression "tenir le tigre par la queue" ?
Teneo te Africa« Je te tiens, Afrique. » Suétone, Vie des douze césars, Vie de Jules César, 59, 1. Selon Suétone, paroles de César lorsqu'il aborda les côtes d'Afrique. Voir ici le texte de Suétone.
Terminus a quo« Date à partir de laquelle. » Formule usitée en droit et dans les sciences historiques. Date à partir de laquelle un événement s'est nécessairement produit. Synonyme de Terminus post quem. Voir aussi Terminus ad quem
Terminus ad quem« Date jusqu'à laquelle. » Formule usitée en droit et dans les sciences historiques. Date avant laquelle un événement s'est nécessairement produit. Synonyme de Terminus ante quem. Voir aussi Terminus a quo
Terminus ante quem« Date avant laquelle. » Formule usitée en droit et dans les sciences historiques. Date avant laquelle un événement s'est nécessairement produit. Synonyme de Terminus ad quem. Voir aussi Terminus post quem
Terminus post quem« Date à partir de laquelle. » Formule usitée en droit et dans les sciences historiques. Date à partir de laquelle un événement s'est nécessairement produit. Synonyme de #Loc-Terminus a quo. Voir aussi #Loc-Terminus ad quem
Terra australis incognita« Terre du sud inconnue. » Premier nom donné à l'Australie.
Terra incognita« Terre, lieu inconnu ; à découvrir. » Métaphore – voire lieu commun – pour désigner un domaine du savoir inexploré ou encore inconnu : "Le fonctionnement du cerveau humain, terra incognita" ; une information manquante : "Le programme de M. X pour les prochaines élections : terra incognita".
Terra nullius« No man's land. » Zone neutre sur laquelle ne s'exerce l'autorité de personne.
Terribilis est locus iste« Terrible est ce lieu. ». Cette formule – tirée du Songe de Jacob, Genèse, 28, 17 – se complète par : Hic domus Dei est et porta Cæli « C'est ici la maison de Dieu et la porte du Ciel. » Elle figure à l'entrée de différentes églises, notamment l'église Sainte-Marie-Madeleine de Rennes-le-Château.
Tertium non daturLittéralement : « Le tiers n'est pas donné. » Mieux traduit : « Un tiers terme n'est pas admis. » Axiome de la Logique indiquant qu'une proposition logique ne peut avoir que deux valeurs : vraie ou fausse.
Testis unus, testis nullus« Un témoignage unique est un témoignage nul. » Adage de droit romain mieux traduit : « Un seul témoin, pas de témoin. ».
Timeo Danaos et dona ferentes« Je crains les Grecs, surtout quand ils portent des offrandes. » Virgile, l'Énéide, 2, 49. Cette locution qui, hors contexte, a l'apparence d'un cadavre exquis a survécu, dans les cours de latin, comme exemple traditionnel de l'emploi de et au sens de conjonction concessive : "quoique", "même", "surtout"…
Timeo hominem unius libri« Je crains l'homme d'un seul livre. » Formule attribuée à saint Thomas d'Aquin. Celui qui ne connaît qu'un seul livre mais le possède parfaitement peut être un adversaire redoutable.
Trahit sua quemque voluptas« Chacun suit le penchant qui l'entraîne. » Virgile, Les Bucoliques, 2, 65.
Tres faciunt collegium« Il faut trois personnes pour faire une société. » Dans le droit de Justinien Ier, il faut trois personnes au moins pour former un collège ou une société admise à parler collectivement.
Treuga Dei« Trêve de Dieu. » Décret de l'Église médiévale selon lequel tous les combats devaient cesser durant le Sabbat, c'est-à-dire du jeudi soir au lundi matin.
Tu quoque mi fili« Toi aussi mon fils ! » Mots traditionnellement attribués dans le monde francophone à Jules César tombant sous les coups de Brutus (traduction de Lhomond). Les anglo-saxons retiennent la formule de Shakespeare : Et tu Brute ?. L'épisode est relaté par Suétone, Vie des douze Césars, Vie de Jules César 82, 3. César aurait dit, en grec : Καὶ σύ, τέκνον (Kaì sú, téknon). Voir ici ou sur wikisource le récit de Suétone, en latin et en français.
Tu fui ego eris« J'ai été comme toi ; tu seras comme moi. » Épitaphe figurant sur les pierres tombales destiné à rappeler au passant le caractère inéluctable de la mort ; forme de memento mori.
Aller à l'index de locutions latines

### Teneo lupum auribus
Térence, Le Phormion, 506. [Traduction : Site de Philippe Remacle http://www.remacle.org)
| Immo, id quod aiunt, auribus teneo lupum ; nam neque quo pacto a me amittam, neque uti retineam scio. | Oui, je tiens, comme on dit, le loup par les oreilles ; car je ne sais comment le lâcher, ni comment le retenir. |
Retour à la liste des locutions latines.

### Teneo te Africa
Suétone, Vie des douze Césars, Vie de Jules César, 59, 1. [Traduction : Université catholique de Louvain.]
| Ne religione quidem ulla a quoquam incepto absterritus umquam uel retardatus est. Cum immolanti aufugisset hostia, profectionem aduersus Scipionem et Iubam non distulit. Prolapsus etiam in egressu nauis uerso ad melius omine : "Teneo te," inquit, "Africa." | Jamais un scrupule ne lui fit abandonner ou différer une seule de ses entreprises. Quoique la victime du sacrifice eût échappé au couteau, il ne remit pas son expédition contre Scipion et Juba. Bien plus, étant tombé en sortant de son vaisseau, il tourna dans un sens favorable ce présage et s'écria: "Afrique ! je te tiens". |
Retour à la liste des locutions latines.

### Tu quoque mi fili
Suetone, Vie des douze césars, Vie de Jules César 82, 3. [Traduction : Université catholique de Louvain.]
| Atque ita tribus et uiginti plagis confossus est uno modo ad primum ictum gemitu sine uoce edito, etsi tradiderunt quidam Marco Bruto irruenti dixisse : "kai su teknon" ; exanimis diffugientibus cunctis aliquamdiu iacuit, donec lecticae impositum, dependente brachio, tres seruoli domum rettulerunt. | Il fut ainsi percé de vingt-trois coups. Au premier seulement, il poussa un gémissement, sans dire une parole. Toutefois, quelques auteurs rapportent que, voyant s'avancer contre lui Marcus Brutus, il dit en grec : "Et toi aussi, mon fils !" Quand il fut mort, tout le monde s'enfuit, et il resta quelque temps étendu par terre. Enfin trois esclaves le rapportèrent chez lui sur une litière d'où pendait un de ses bras. |
Retour à la liste des locutions latines.